# Боденбендер, Зильке
Зильке Боденбендер (нем. Silke Bodenbender; род. 31 января 1974, Бонн, Северный Рейн-Вестфалия, ФРГ) — немецкая актриса

 театра, кино и телевидения. Училась в драматической школе в Монхене. В 1996-1999 годах была актрисой городского театра Юго-Восточной Баварии. Находится в отношениях с немецким писателем и сценаристом Флорианом Беккергоффом, от которого родила сына и дочь. Живёт с семьёй в Берлине, в районе Темпельхоф-Шенеберг.

## Фильмография
- 2023: Однажды мы расскажем друг другу всё